# 王子神社 (徳島市)

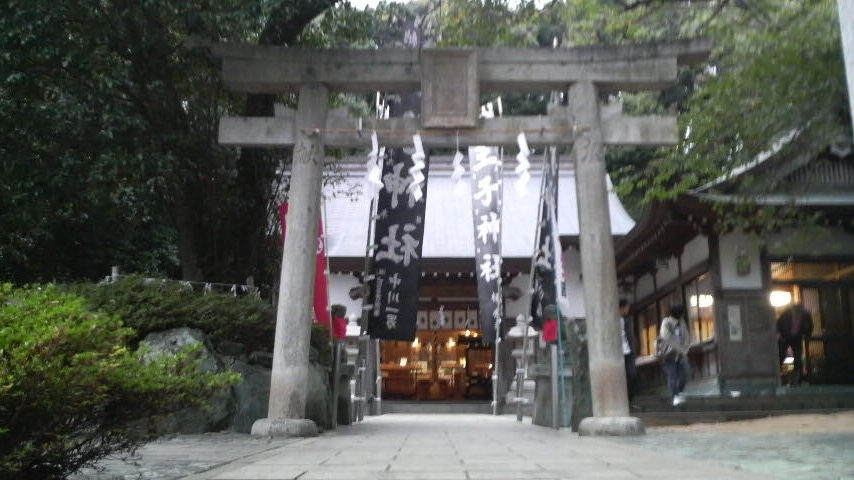
拝殿正面

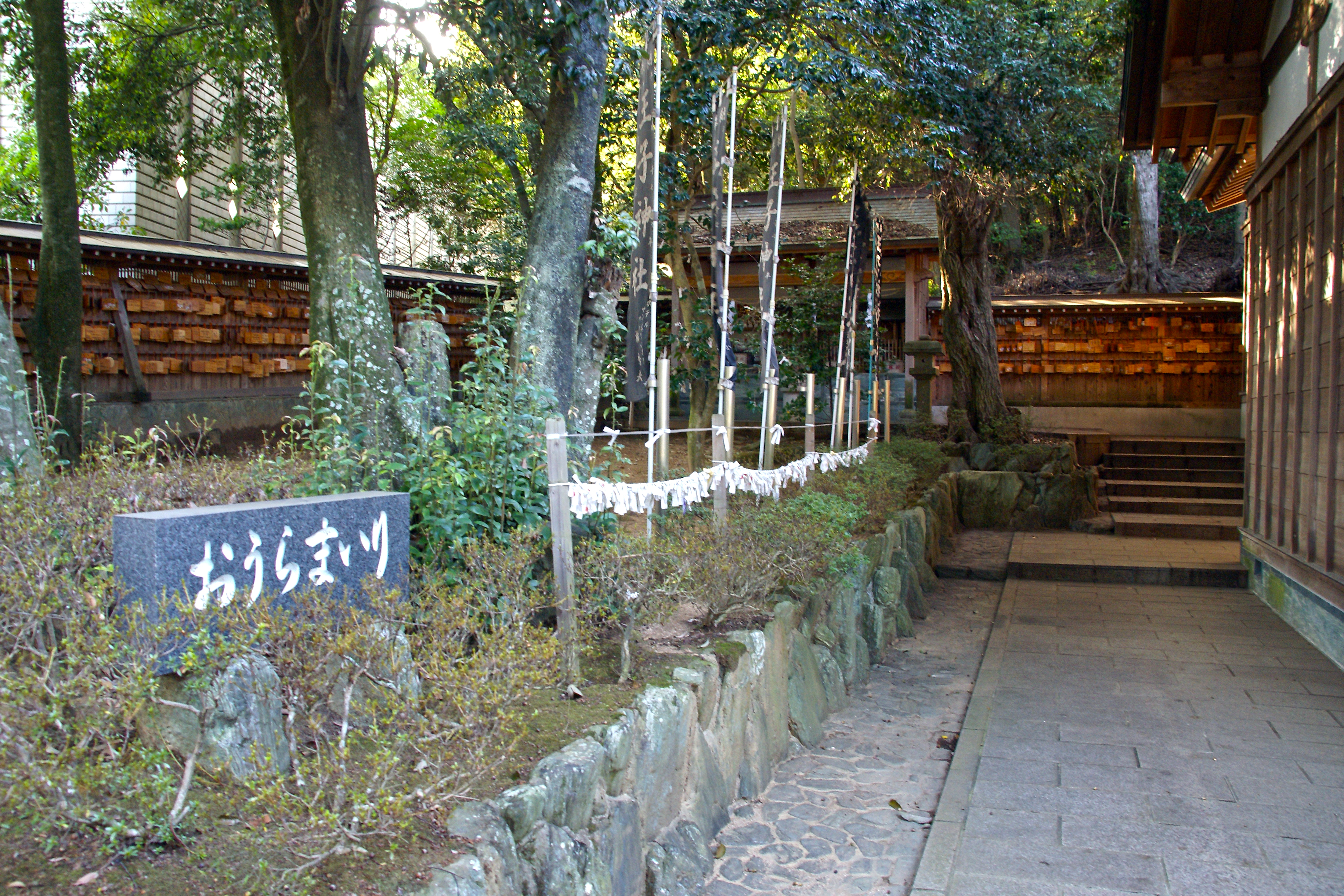
「おうらまいり」

王子神社（おうじじんじゃ）は、徳島県徳島市八万町にある神社である。
向寺山の徳島県文化の森総合公園内に鎮座し、「猫神さん」の愛称で親しまれている。また「應神（おおじん）さん」とも呼ばれる。

## 歴史
祭神である天照大神の第三皇子・天津日子根命（アマツヒコネ）は太古より統治の根子神（土着神）として奉斎され社殿裏は命の御陵と伝承されているが「徳島県神社誌」によると以前の社記には戦国時代夷山城主庄野和泉守が同城鎮護の神として伊勢の多度神社より勧請奉斎し、以来庶民鎮守の神として崇敬厚しとある。
社殿裏は命の御陵などと徳島県ではこのような捏造が横行している。神社名の「王子」は、天照大神の皇子（王子）に由来する尊称と伝えられる。学業成就・商売繁盛・をはじめとする開運の神様として知られており、蜂須賀候の家老である長谷川奉行家において代々崇敬されたと云われている。
境内の石碑『王子神社縁起』には天照大神の第一皇子・天忍穂耳命（アメノオシホミミ）を祀る一王子祠が八万町福万谷に、第二皇子・天之菩卑能命（アメノホヒ）を祀る御縣神社が小松島市に、第三皇子・天津日子根命（アマツヒコネ）が当社に、第四皇子・活津日子根命（イクツヒコネ）を祀る四王子神社が八万町長谷に、第五皇子・熊野久須毘命（クマノクスビ）を祀る熊野神社が丈六町に在ると記されている。
また八万村史には第二皇子は八万町柿谷の二王子祠に祀られ、一王子から四王子までが八万村に在ったとされる。山麓の反対側（西側）には朝宮神社（古くは旧八万村の氏神で御祭神は大靈女尊（天照大神）と月読命）が、南側には天王神社（祭神・素盞嗚尊）も鎮座する。また社殿裏には命の御陵が存在する。

## 阿波の猫騒動
昔、那賀郡加茂村（現阿南市）の庄屋の娘・お松は身に覚えのない罪で捕らえられ、処刑されることになった。お松は、自分に罪をかぶせた人に報復するようにと愛猫のお玉に言い聞かせ亡くなった。お玉はお松に罪をかぶせた人々を祟ったため、長谷川奉行がこれを鎮めるべくお松とお玉の霊を祭った。これがいつしか「心願成就の猫神さん」として捉えられるようになった。

## 祭神
- 天津日子根命
- お松大明神
- お玉大明神

## 交通
- JR徳島駅前より徳島市営バス3番乗り場から「文化の森」行き、またはバイパス経由「市原」行きに乗り「文化の森」で下車、または⑱「しらさぎ台」行き、「一宮」行き、「天の原西（入田）」行きに乗車し「園瀬橋」下車･徒歩10分。「市原」行きは終点で下車、徒歩約20分。
- 徳島バス4番乗り場から佐那河内線「仁井田西」行き又は「神山高校前（大木経由）」行きに乗り「園瀬橋」下車・徒歩10分。
- JR牟岐線文化の森駅より文化の森駅東バス停から徳島バス「市原」行きに乗り「文化の森」で下車、または徒歩35分。
- 徳島県庁より国道55号を南へ車で約15分。「文化の森」の駐車場を利用。